# Nódulos linfáticos poplíteos

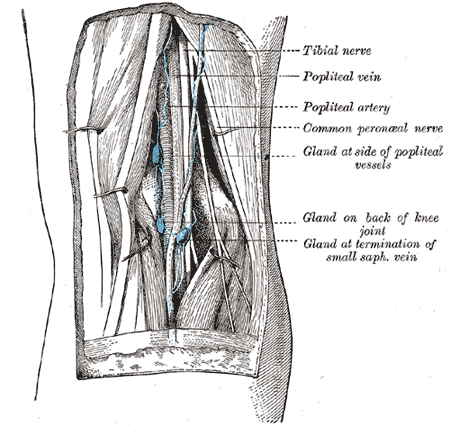
Glándulas linfáticas de la fosa poplítea

Los nódulos linfáticos poplíteos, de pequeño tamaño y en número de seis o siete, son nódulos del sistema linfático que se encuentran insertos en la grasa del hueco poplíteo;
Uno se encuentra justo por debajo de los fascículos poplíteos, cerca de la parte terminal de la vena safena menor, que drena la región.
Otro se encuentra situado entre la arteria poplítea y la superficie posterior de la articulación de la rodilla, donde recibe los vasos linfáticos conjuntamente con los que provienen de las arterias provenientes de las arterias geniculares.
El resto se encuentran a los lados de los vasos poplíteos, reciben eferentes de los vasos tibiales anteriores y posteriores.
Las eferencias de las glándulas poplíteas transcurren casi siempre al costado de los vasos femorales, hasta las glándulas o nodos inguinales profundos, mientras que unas pocas acompañan a la vena safena mayor, para finalizar en las glándulas del grupo superficial subinguinal.